# Campeonato Paraguaio de Futebol de 1925
O Campeonato Paraguaio de Futebol de 1925 foi o décimo oitavo torneio desta competição.  Participaram dez equipes. Os clubes General Caballero e Sastre Sport foram rebaixados. Também é a volta de um clube de Luque, o Club Sportivo Luqueño, fruto de fusão com os clubes Club Marte Atlético, Club Vencedor e Club General Aquino.
| Equipe                | Cidade   | Departamento     | No ano anterior                                                      | Estádio | Capacidade | Títulos                    | Participações |
| --------------------- | -------- | ---------------- | -------------------------------------------------------------------- | ------- | ---------- | -------------------------- | ------------- |
| Atlántida Sport Club  | Assunção | Distrito Capital | Nono Lugar                                                           | --      | --         | 0 (não possui)             | 11            |
| Club River Plate      | Assunção | Distrito Capital | Quarto Lugar                                                         | --      | --         | 0 (não possui)             | 11            |
| Club Cerro Porteño    | Assunção | Distrito Capital | Oitavo Lugar                                                         | --      | --         | 4 (1913, 1915, 1918, 1919) | 12            |
| Club Guaraní          | Assunção | Distrito Capital | Quinto Lugar                                                         | --      | --         | 4 (1906,1907, 1921, 1923 ) | 17            |
| Club Nacional         | Assunção | Distrito Capital | Campeão                                                              | --      | --         | 3 (1909, 1911, 1924)       | 18            |
| Club Olimpia          | Assunção | Distrito Capital | Terceiro Lugar                                                       | --      | --         | 4 (1912, 1914, 1916, 1917) | 18            |
| Sol de América        | Assunção | Distrito Capital | Sexto Lugar                                                          | --      | --         | 0 (não possui)             | 13            |
| Club Libertad         | Assunção | Distrito Capital | Vice Campeão                                                         | --      | --         | 2 (1910, 1920)             | 13            |
| Club Presidente Hayes | Assunção | Distrito Capital | Sétimo Lugar                                                         | --      | --         | 0 (não possui)             | 6             |
| Club Sportivo Luqueño | Luque    | Central          | Campeão do Campeonato Paraguaio de Futebol de 1924 - Segunda Divisão | --      | --         | 0 (não possui)             | 1             |

## Premiação
| Campeonato Paraguaio 1925 Primeira Divisão |
| Assunção                                   |
| ------------------------------------------ |
| Club Olímpia Campeão (5º título)           |